# Fleominis
Els fleominis (Phloeomyini) són una tribu de rosegadors de la subfamília dels murins. El tàxon va ser descrit el 1899 pel zoòleg suec Tycho Tullberg.

## Taxonomia
La tribu és subdivideix un únic grup: la Divisió Phloeomys, que inclou 4 gèneres i 13 espècies.